# "Mally" Burjam-Borga
Amalia Henrietta Mally Burjam-Borga, (Vyborg, 17 mei 1874 - Vyborg, 16 mei 1919), was een  Finse operazangeres, mezzo-sopraan.

## Biografie
Mally Burjam-Borga was de dochter van Wilhelm Johan Burjam en Ludovica Adelaide Eugenie Waeytens en kleindochter van operaregisseur Johann Burjam (1804–1879). Overigens, voegde Mally Burjam-Borga zelf de naam "Borga" toe als artiestennaam. Daarnaast was ze gehuwd met Johannes Lundson, een parlementslid van de Young Finns-partij en hij werd later de eerste voorzitter van het parlement van het onafhankelijke Finland. Aan het begin van de 20e eeuw bouwde Mally Burjam-Borga een carrière op als concert- en operazangeres in onder meer Frankrijk en Duitsland, totdat ze met het uitbreken van de Eerste Wereldoorlog genoodzaakt werd om naar haar geboorteland terug te keren.

## Carrière
Mally Burjam-Borga studeerde aanvankelijk zang in Finland en later in Parijs en Berlijn, waar ze les kreeg van de bekende Duitse sopraan Lilli Lehmann. Vanaf 1905 zong Mally Burjam-Borga in het  Théâtre national de l'Opéra-Comique, ook bekend als Salle Favart te Parijs alsook trad ze op in opera's te  Monte Carlo en Nice. Naast Finland hield ze ook haar eigen concerten in Duitsland en in Oostenrijk, met optredens in steden zoals Berlijn, München en Wiesbaden.

Maylly Burjam-Borga was vooral bekend om haar talrijke rollen in  Wagner-opera's, zo speelde ze vaak de rol van Fricka in de Der Ring des Nibelungen. Daarnaast nam ze ook rollen op zoals: Laura van La Gioconda en Maddalena in  Verdi's Rigoletto.